# Крионери (дем Места)
Крионери или Карга махала (на гръцки: Κρυονέρι, на катаревуса: Κρυονέριον, Крионерион) е село в Гърция, дем Места (Нестос), административна област Източна Македония и Тракия. 

## География
Разположено е на около 30 километра североизточно от Кавала, непосредствено на югозапад от село Макрихори (Узункьой).

## История
Карга махала вероятно пострадва в Балканските войни и на нейно място е издигнато ново селище.
Според преброяването от 2001 година има 14 жители, а според преброяването от 2011 година има 13 жители.
| Година    | 1913 | 1920 | 1928 | 1940 | 1951 | 1961 | 1971 | 1981 | 1991 | 2001 | 2011 | 2021 |
| --------- | ---- | ---- | ---- | ---- | ---- | ---- | ---- | ---- | ---- | ---- | ---- | ---- |
| Население |      |      |      |      |      |      |      |      |      | 14   | 13   | 3    |